# Pedra oscil·lant
Una roca oscil·lant, també anomenada roca equilibrada o roca precària, és una formació geològica natural que presenta una roca gran, de vegades de mida substancial, que descansa sobre altres roques, roca base o sobre lloses glacials. Algunes formacions conegudes amb aquest nom només semblen estar en equilibri, però de fet estan fermament connectades a una roca base per un pedestal o tija.
No existeix una definició científica única del terme, i s'ha aplicat a una varietat de característiques de la roca i d'orígens de la formació rocosa.